# Beatrice (Nebraska)
Beatrice es una ciudad ubicada en el condado de Gage en el estado estadounidense de Nebraska. En el Censo de 2010 tenía una población de 12459 habitantes y una densidad poblacional de 528,56 personas por km².

## Geografía
Beatrice se encuentra ubicada en las coordenadas 40°16′25″N 96°44′50″O / 40.27361, -96.74722. Según la Oficina del Censo de los Estados Unidos, Beatrice tiene una superficie total de 23.57 km², de la cual 23.35 km² corresponden a tierra firme y (0.94%) 0.22 km² es agua.

## Demografía
Según el censo de 2010, había 12459 personas residiendo en Beatrice. La densidad de población era de 528,56 hab./km². De los 12459 habitantes, Beatrice estaba compuesto por el 96.09% blancos, el 0.5% eran afroamericanos, el 0.48% eran amerindios, el 0.59% eran asiáticos, el 0.02% eran isleños del Pacífico, el 0.72% eran de otras razas y el 1.61% pertenecían a dos o más razas. Del total de la población el 2.2% eran hispanos o latinos de cualquier raza.